# Sangju
Sangju (en coreano: 상주시; Romanización revisada: sangjusi, léase "Sángchu") es una ciudad en la provincia de Gyeongsang del Norte, al suroeste de la república de Corea del Sur. Está ubicada al sur de Seúl, a unos 166 km, y a 73 km al noroeste del corazón de Daegu. Su área es de 1.254,82 km², midiendo 49 km de norte a sur y 43 km de oeste a este. Su población total en 2008 era de 106.000 habitantes.
Por la ciudad pasa la línea Gyeongbu (경부선) que conecta a Seúl con Busan.

## Administración
La ciudad de Sangju se divide en 1 eup, 17 myeon y 6 dong.

## Clima
La temperatura media de la ciudad es entre 12C y 13C, siendo enero el más frío con -5 °C y agosto el más caliente con 26C. La precipitación media anual es de 1050 mm.

## Geografía
El terreno es montañoso, siendo la parte más alta el monte Songni (속리산), de 1.058 m, y el monte Nam (남산), de 810 metros sobre el nivel del mar. Por esta razón el 67% del área es virgen, ya que no es utilizada para la agricultura u otros prepósitos. Además el Río Nakdong fluye por la zona, nutriendo la economía y el transporte.

## Economía
La principal fuente de ingresos de la ciudad es la agricultura, en especial la venta de uvas, peras y el pepino. La ciudad es apodada "Los tres blancos" debido a sus productos destacados, como el arroz, los capullos de la mariposa de la seda y los caquis secos.

## Ciudades hermanas
- Yichun, Jiangxi
- Davis, California